# Thrimolus duryi
Thrimolus duryi es una especie de coleóptero de la familia Mycetophagidae.

## Distribución geográfica
Habita en Ohio (Estados Unidos).